# Ecsenius dilemma
Ecsenius dilemma är en fiskart som beskrevs av Springer, 1988. Ecsenius dilemma ingår i släktet Ecsenius och familjen Blenniidae. IUCN kategoriserar arten globalt som livskraftig. Inga underarter finns listade i Catalogue of Life.